# Юссуково
Юссуково (баш. Юсыҡ) — село в Янаульском районе Республики Башкортостан Российской Федерации. Входит в состав Асавдыбашского сельсовета.

## География

### Географическое положение
Находится у истока речки Юссук. Расстояние до:
- районного центра (Янаул): 19 км,
- центра сельсовета (Асавдыбаш): 3 км,
- ближайшей ж/д станции (Янаул): 19 км.

## История
Основана между 1873 и 1896 годами башкирами Урман-Гарейской волости Бирского уезда Уфимской губернии на собственных землях.
В 1896 году в деревне Байгузинской волости IV стана Бирского уезда — 73 двора, 396 жителей (196 мужчин, 200 женщин), мечеть, бакалейная лавка.
В 1906 году — 467 жителей.
В 1920 году по официальным данным в деревне 110 дворов и 595 жителей (277 мужчин, 318 женщин), по данным подворного подсчета — 595 башкир в 119 хозяйствах.
В 1926 году деревня относилась к Янауловской волости Бирского кантона Башкирской АССР.
В период коллективизации были образованы сельскохозяйственные артели «Беремай» и «Алмалы», объединенные в колхоз «Алмалы», с 1936 года — «Парижская коммуна». В 1956 году построена ферма КРС.
В 1939 году население составляло 615 человек, в 1959 году — 467 жителей.
В 1982 году население — около 290 человек.
В 1989 году — 211 человек (91 мужчина, 120 женщин).
В 2000 году село газифицировано.
В 2002 году — 200 человек (93 мужчины, 107 женщин), башкиры (95 %).
В 2010 году — 183 человека (94 мужчины, 89 женщин).
Действуют начальная школа (филиал Ямадинской средней школы), фельдшерско-акушерский пункт, клуб, магазины.

## Население
| 2002 | 2009 | 2010 |
| ---- | ---- | ---- |
| 200  | ↘194 | ↘183 |